# Marcel Hénaff
Marcel Hénaff (* 21. Juli 1942 in Hauteluce; † 11. Juni 2018 in San Diego, Kalifornien) war ein französischer Philosoph und Ethnologe, seit 1988 Professor für Französische Literatur, Philosophie und Anthropologie an der University of California, San Diego.

## Leben
Hénaff studierte an der Universität Kopenhagen und am Collège international de philosophie in Paris, sodann Ethnologie an der Universität von Abidjan. Er schloss in Paris ein Philosophiestudium mit dem Staatsexamen (Agrégation de Philosophie) ab.
Wissenschaftlich hervorgetreten ist er durch seine ethnologischen Forschungen in der Tradition von Marcel Mauss. Wie Mauss lokalisierte er die Quelle des Sozialen in dem elementaren Austausch von Gabe und Gegengabe. Hénaffs Überlegungen zur zukünftigen Gestalt der Städte („La ville qui vient“) hat der Romanist Wolfram Nitsch im Kontext zeitgenössischer Urbanismus-Theorien vorgestellt.

## Ehrungen
- 2002 – Grand Prix de Philosophie (Académie française) für sein Werk Le Prix de la Vérité. Le don, l’argent, la philosophie.

## Publikationen (Auswahl)
Aufsätze
- Die Welt des Handels, die Welt der Gabe. Wahrheit und Anerkennung. In: WestEnd. Neue Zeitschrift für Sozialforschung, Jg. 7 (2010), Heft 1, S. 81–90, ISSN 1860-2177.
- Temps des hommes, temps du monde. Michel Serres et les bifurcations du Grand Récit. In: François L'Yvonnet u. a.: Michel Serres. L’Herne, Paris 2010, ISBN 978-2-85197-155-5.
- Lévi-Strauss und die Frage des Symbolismus. In: Michael Kauppert u. a. (Hrsg.): Wirkungen des wilden Denkens. Zur strukturellen Anthropologie von Claude Lévi-Strauss. Suhrkamp, Frankfurt/M. 2008, ISBN 978-3-518-29492-5, S. 248–274.
- Of stones, angels, and humans. Michel Serres and the global city. In: Niran Abbas (Hrsg.): Mapping Michel Serres. University Press, Ann Arbor, Mich. 2005, ISBN 0-472-11438-7, S. 170–189

Monographien
- Sade. L'invention du corpse libertin. P.U.F., Paris 1978, ISBN 2-13-035576-5; wieder 2000 (auch in Russisch, Spanisch und Englisch[3] verlegt)
  - Auszug: Alles sagen, oder Die Enzyklopädie des Exzesses, in: Bernhard Dieckmann, François Pescatore, Hg. und Übers., Lektüre zu de Sade. Stroemfeld, Basel 1981, ISBN 3-87877-163-0 S. 71–98
- La Ville qui vient. L’Herne, Paris 2008, ISBN 978-2-85197-685-7.
- Lévi-Strauss. Le Passeur de sens (Collection Tempus; Bd. 231). Perrin, Paris 2008, ISBN 978-2-262-02771-1.
- Der Preis der Wahrheit. Gabe, Geld, Philosophie („Le prix de vérité“). Ü: Eva Moldenhauer, Suhrkamp, Frankfurt/M. 2009, ISBN 978-3-518-58518-4.[4]
- Die Gabe der Philosophen. Gegenseitigkeit neu denken.  Ü: Eva Moldenhauer, transcript, Bielefeld 2014, ISBN 978-3-8376-2385-7.
- Die Stadt im Werden. Ü: Eva Moldenhauer, adocs, Hamburg 2019, ISBN 978-3-943253-28-3.